# Enchufe.tv
Enchufe.tv (estilizado como enchufetv) es una serie de televisión y web ecuatoriana de sketches, producida por 2bLatam, que se difunde principalmente en la plataforma de videos YouTube. Se transmite también en la cadena Teleamazonas para Ecuador, Estrella TV para Estados Unidos, MVS TV para México Medcom para Panamá, y TNT para el resto de América Latina.

## Historia

### Antecedentes
En 2011, los cineastas Leonardo Robalino, Christian Moya, Martín Domínguez y Jorge Ulloa luego de una reunión terminaron en el balde de una camioneta en la ciudad de Quito cuestionando la producción audiovisual de la televisión ecuatoriana, después de la extensa crítica decidieron realizar sus propias producciones para así ser ellos criticados por la audiencia. Optaron por ir al internet, pues tiene menos restricciones y filtros que los medios tradicionales.

### Creación
Poco después realizaron un proyecto audiovisual, y el 14 de noviembre de 2011, utilizando como plataforma un canal de YouTube, lanzaron Enchufe.tv, con variados sketches cómicos, siendo El peor casting el primer vídeo en su canal. De este modo conformaron la productora Touché Films para la realización de su producto.

### Popularidad y reproducciones

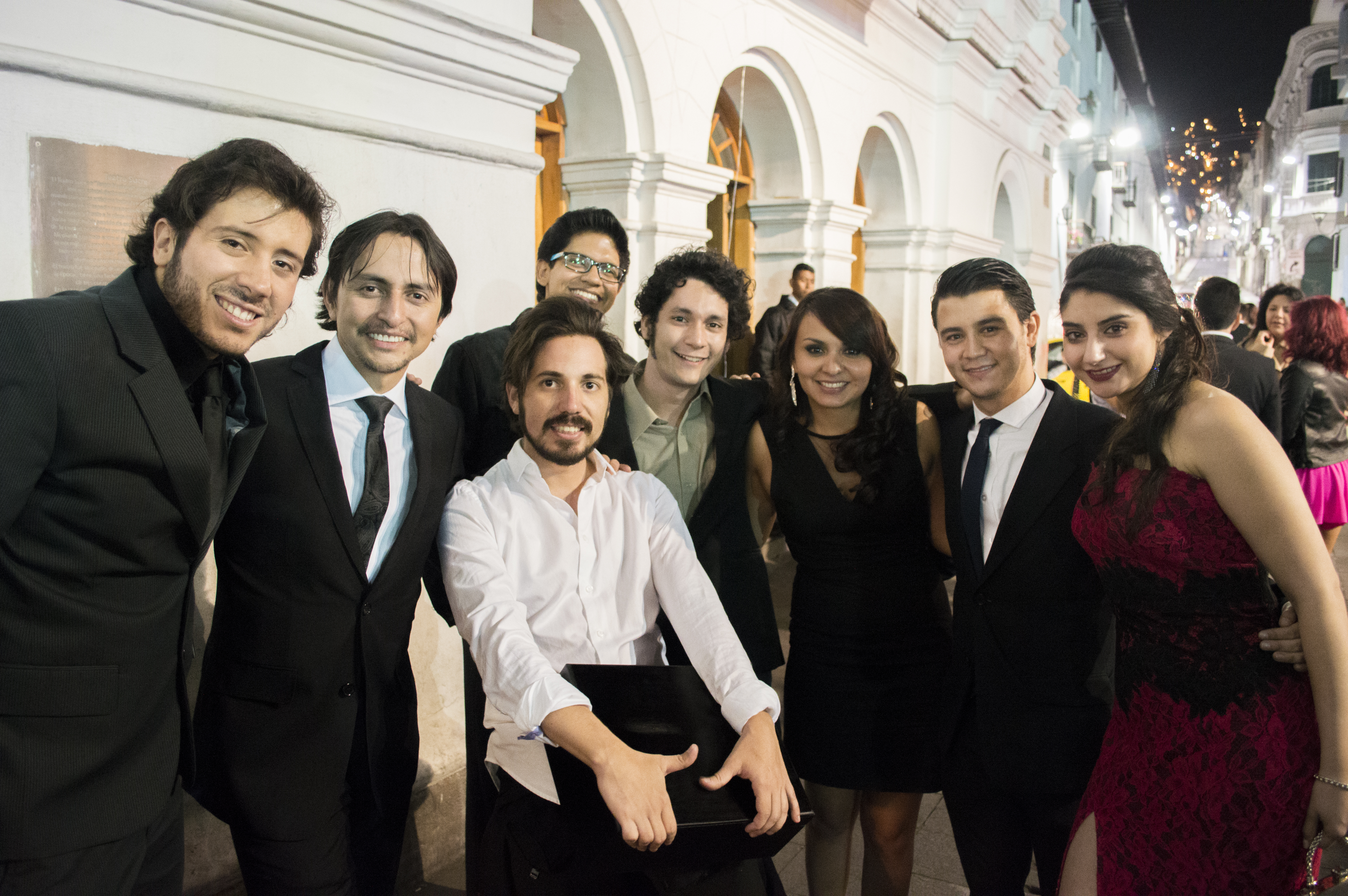
Parte del elenco de Enchufe.tv en 2015.

Para julio de 2012 ya contaban con 71.000 suscriptores y al año llegaron a más de 78 millones de reproducciones, sumando 500.000 visitas por día, convirtiéndose en los youtubers Ecuatorianos más populares de la web. Su audiencia principal hasta mediados de 2012 fue Colombia, y la segunda México. El 16 de abril de 2012, el protagonista de Pescador, Andrés Crespo, tuvo una aparición especial en el sketch Las Amigas de Camilo con Blanquito, al igual que otros creadores de contenido de esa época como Fernanfloo, Luisito Comunica, etc. El 13 de mayo de 2012, el vídeo Mami, mami, mami (subido por el día de las madres) alcanzó la cifra récord de 3.200.000 visitas en ese entonces. El 23 de julio de 2012 publicaron un vídeo llamado ME GUSTA, el cual alcanzó 1.500.000 de reproducciones en menos de 48 horas e inspirando un aproximado de 100 réplicas, siendo un vídeo de tendencia desde Rusia hasta Estados Unidos. El 8 de octubre de 2012 publicaron Compra Condones, siendo este el de mayor viralidad entre sus videos, el cual alcanzó 10 millones de reproducciones.
Hasta finales de septiembre, ya contaba con más de 4 millones de suscriptores y 1 millón de visitas diarias, además de estar en el top 50 de los canales más vistos en YouTube. Hasta noviembre de 2013, su canal se ubicó en el puesto número 46 a nivel mundial con respecto a suscripciones. Según estadísticas, hasta mediados de 2013, su mayor audiencia se encuentra en México, seguido por Colombia, Ecuador y Perú. Asimismo, es la cuenta ecuatoriana con la mayor cantidad de seguidores en la red social Instagram, con 3,7 millones a julio de 2020.[cita requerida]

### En televisión
El 14 de septiembre de 2013 se estrenó la primera temporada de Enchufe.tv en Ecuavisa, con los mismos vídeos de su primer año en YouTube, a las 22:00.
El miércoles 3 de agosto de 2016, la serie hace su reaparición en Comedy Central como un programa de 30 minutos, cada capítulo contiene una recopilación de los sketches alojados en la plataforma YouTube, Jorge Ulloa y Christian Moya son los conductores del programa.[cita requerida]
El lunes 5 de septiembre de 2016 se estrenó Enchufe.tv por la señal de Galavisión para Estados Unidos, juntando varios sketches en compilados de media hora.
El viernes 13 de agosto de 2021, reaparece en México a través de la señal de MVS TV a las 10:30PM
Desde septiembre de 2021, Enchufe.tv llega la plataforma de streaming a través de Pluto TV.
Desde 2016, Enchufe.tv llega al canal de televisión peruano Latina Televisión.
Desde diciembre de 2021, Enchufe.tv también llegó al canal de televisión peruano Panamericana Televisión.
Finalmente desde mayo de 2022, Enchufe.tv se transmite en los canales de televisión TNT, TNT Series y TBS.
| País           | Cadena[cita requerida]  | Estreno[cita requerida]  |
| -------------- | ----------------------- | ------------------------ |
| Latinoamérica  | Comedy Central          | 3 de agosto de 2016      |
| Latinoamérica  | Pluto TV                | Septiembre de 2021       |
| Latinoamérica  | TNT                     | Mayo de 2022             |
| Latinoamérica  | TNT Series              | Mayo de 2022             |
| Latinoamérica  | TBS                     | Mayo de 2022             |
| Ecuador        | Ecuavisa                | 14 de septiembre de 2013 |
| Ecuador        | Teleamazonas            | 20 de febrero de 2021    |
| Perú           | Latina Televisión       | 2016                     |
| Perú           | Panamericana Televisión | Diciembre de 2021        |
| México         | Imagen Televisión       | 2016                     |
| México         | MVS TV                  | 13 de agosto de 2021     |
| España         | NINGUNA                 | 2017                     |
| Estados Unidos | Galavisión              | 2016                     |
| Estados Unidos | Estrella TV             | 2020                     |
| Colombia       | Citytv                  | 2018                     |

## Formato del programa
Las historias en los sketches tratan la idiosincrasia ecuatoriana con lenguaje popular (replana) local y su cotidianidad, dejando de lado los estereotipos y chistes con tinte discriminatorio. Para sus historias se basan en ironizar sus experiencias personales, siendo las peores, las que resultan más cómicas, así como dichos populares, tradiciones nacionales o relaciones familiares, de modo hilarante al momento de realizar su trabajo.

### Personajes/sketchesrecurrentes
- ¿Quien Dice? - Frase dicha por Leonardo Robalino.
- Chichico - Personaje con mucha mala suerte interpretado por Raúl Santana.
- Las amigas de Camilo - Tres adolescentes amigas muy estupidas que siempre irritan o causan mala suerte a varias personas con quienes se encuentra y que están obsesionadas con un chico llamado Camilo (de ahí el título).
- Terapeuta Cizañoso - Un terapeuta que les causa mala suerte a muchas personas con las que habla al revelar los secretos de dichas personas y lo que realmente piensan.
- 2Tipos 1Ascensor - Dos tipos, un ascensor. Arturo y Beto son los protagonistas de las situaciones más bizarras y cagues. Es una de las tramas más antiguas del canal, su primer video de estrenó el 24 de noviembre de 2011[19]
- Pableins el conserje - un personaje interpretado por Orlando Herrera que hace cameos en muchos skecthes, usualmente diciéndole a un personaje del sketch "Tranquilo/a, yo también/tampoco [cosa relacionada con la trama] y mírame: ¡Soy el éxito!".[20] A veces, es visto teniendo otros trabajos (como chófer de autobús, vendedor ambulante, etc.) y a veces protagoniza unos pocos sketches propios, usualmente con tres amigos con los que sale y les dice "¡Típico de vos!". Él es el personaje más usado por Enchufe.tv.
- El Lechero - un personaje que aparece al final de algunos sketches diciendo "¡Y yo también!", "¡Y el mío también!", "¡Y conmigo también!", entre otras variaciones[21]
- Expectativa vs. Realidad - Sketches donde eligen una temática y comparan la expectativa (lo que se supone que debe suceder) con la realidad (lo que realmente sucede).
- Tío borracho - Existen varios videos de sketch llamados "Tío borracho cuenta...", en los cuales el personaje homónimo narra cuentos clásicos o situaciones cotidianas pero de una manera más vulgar y cómica, propios de un tío borracho. Irónicamente, sus sobrinos conocen la historia mejor que el tío.[22][23]
- El Lopez - un acomodador de cine que es demasiado leal a las reglas al punto de hacer daño a quienes las rompen, diciendo su frace "Sobaté".
- El vendedor - un personaje que conduce informerciales sobre productos extraños pero revolucionarios.
- El cura - un cura que frecuentemente da opiniones sarcásticas o sin sentido sobre la situación de personas que acuden a él.
- Yo ya estoy - Una de las frases dichas por Wilson Tituaña.
- En un mundo sincero - Sketches en donde la humanidad dice la verdad.
- Mundo al Reves - Sketches mostrando un cambio de roles entre diferentes cosas o situaciones.
- De ley te ha pasado/Cachas que - Sketches en donde Christoph Baumann dice situaciones que a todos nos ha pasado.
- National Enchugraphic - Parodia a National Geographic con situaciones cotidianas narradas como si fuera un episodio del mencionado programa[24]
- Esto no es un... - Sketches en donde comparan cosas como películas, videojuegos, etc. con la realidad.
- Taller de Dios - Sketches donde Dios crea a los humanos y agrega ingredientes que nos deja como estamos en la actualidad.
- Que hecho v3rg4 - Sketches donde un personaje sufre mucha mala suerte y le dice sus pensamientos (los cuales usualmente empiezan con "Que hecho v3rg4") a la audiencia. Existen otros títulos como "Qué choverga"[25] o "Qué Hecho V*R#4".[26] El primer video de esta serie de sketches fue publicado el 14 de diciembre de 2011.[27]

### Programación del canal
Cada domingo estrenan de manera alternada un sketch o una microyapa, que son videos de menor duración, los jueves publican una promo con avances del próximo vídeo. Además publican de manera irregular sketches con contenido publicitario a los que denominan sponsor.

## Producción
El gerente general de 2bLatam, empresa productora de Enchufe.tv es Arturo Yépez, quien figura además como productor ejecutivo; el director creativo es Julio Pañi, Jorge Ulloa es el productor ejecutivo y Christian Moya el director de posproducción. Juan Carlos Flor es el gerente de producción y Michelle Echeverría la coordinadora de producción.

## Elenco

### Principales
| Nombre                               | Periodo             |
| ------------------------------------ | ------------------- |
| Orlando Herrera                      | 2011-presente       |
| Jorge Ulloa                          | 2011-presente       |
| Diego Ulloa[cita requerida]          | 2011-presente       |
| Daniel Páez[cita requerida]          | 2011-presente       |
| Christian Moya[cita requerida]       | 2011-presente       |
| Alfredo Espinosa[cita requerida]     | 2012-presente       |
| José Enrique Pacheco[cita requerida] | 2012-presente       |
| Marilú Vaca[cita requerida]          | 2012-presente       |
| Martha Ormaza[cita requerida]        | 2012-2018           |
| Martín Domínguez[cita requerida]     | 2011-2019           |
| Leonardo Robalino                    | 2011-2014           |
| Gabriela Ruiz[cita requerida]        | 2015-presente       |
| Érika Russo                          | 2012-presente       |
| Raúl Santana                         | 2012-presente       |
| Nataly Valencia                      | 2012-presente       |
| Wilson Tituaña[cita requerida]       | 2014-presente       |
| Máicol Mora[cita requerida]          | 2015-presente       |
| Julio Pañi[cita requerida]           | 2012, 2015-presente |

### Antiguos actores y actores no permanentes
| Nombre                                  | Periodo                        |
| --------------------------------------- | ------------------------------ |
| Christoph Baumann[cita requerida]       | 2012-2016, 2018-presente       |
| Alexandra Guerrero[cita requerida]      | 2012-2013, 2016                |
| Xavier Cruz[cita requerida]             | 2012-2017                      |
| Maya Villacreses[cita requerida]        | 2012-2013, 2016-presente       |
| Andrés Arteaga[cita requerida]          | 2011-2014, 2016-2018           |
| Martín Aleaga[cita requerida]           | 2012-2015, 2017                |
| Carla Yépez[cita requerida]             | 2011-2014, 2016-presente       |
| Diego Coral[cita requerida]             | 2011-2015, 2017, 2020          |
| Carolina Pérez[cita requerida]          | 2011-2013, 2016, 2018-presente |
| Alejandro Lalaleo[cita requerida]       | 2012-2013, 2018, 2021          |
| Paúl Lalaleo[cita requerida]            | 2012-2013, 2018                |
| Francis Pérez[cita requerida]           | 2015-2017                      |
| Líder Medranda[cita requerida]          | 2012-presente                  |
| Gabu Córdova[cita requerida]            | 2017-presente                  |
| Pancho Viñachi[cita requerida]          | 2012-2013                      |
| Esteban "Ave" Jaramillo[cita requerida] | 2012 - 2013, 2020-2021         |

## Premios y reconocimientos

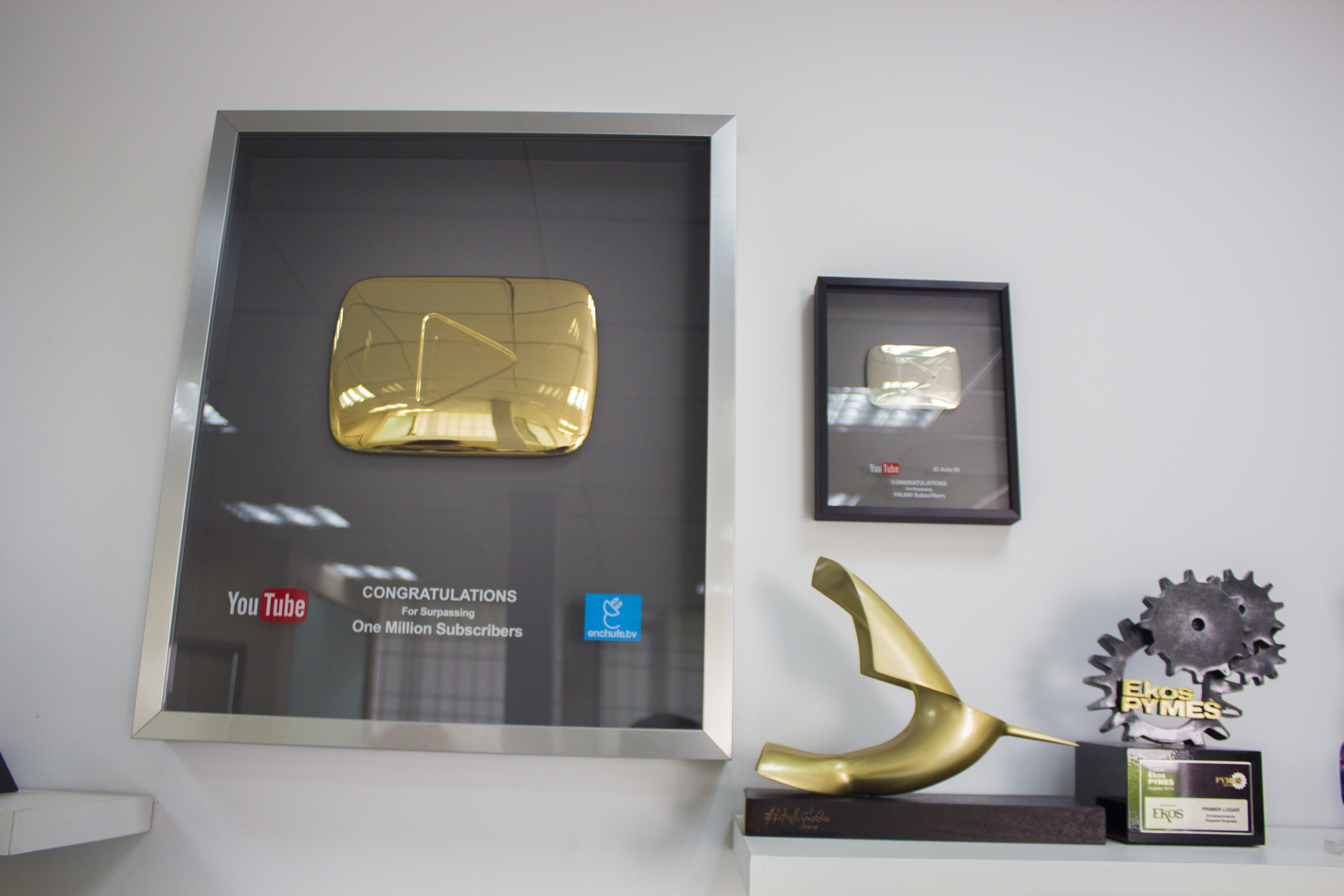
Golden Play de YouTube para Enchufe.tv por alcanzar el primer millón de suscriptores junto a varios premios.

- Play de YouTube - Reconocimiento Play de Oro, otorgado por YouTube en el 2013 por superar el millón de suscriptores en su canal.[14]
- Streamy Awards - Mejor Show del año 2014, otorgado por International Academy of WebTelevision (IAWTV) y elegido por votación de la audiencia.[35][36]
- Diamante a las Artes - Mejor Comedia Web 2014, certamen organizado por el parque nacional Galápagos.[cita requerida]
- Ekos - PYMES Entretenimiento 2014, reconocimiento de la revista Ekos a las empresas más destacadas de la economía ecuatoriana.[cita requerida]
- Premios Colibrí - Mejor producción de Internet 2015, otorgado por la Asociación de Productores Audiovisuales del Ecuador.[37]
- Play de YouTube - Reconocimiento Play de Diamante, otorgado por YouTube en el 2016 por superar la cifra de diez millones de suscriptores en su canal.[38]
- Eliot Awards - Internacional 2016, otorgado por la revista Líderes Mexicanos a los líderes más influyentes de las redes sociales y medios digitales.[cita requerida]
- eDay - Entretenimiento, premiación por parte de la Cámara de Comercio de Guayaquil.[cita requerida]
- Top Content Provider to Latin Audiences - reconocimiento de Portada Magazine 2013.[cita requerida]